# Der Lebenszyklus von Software-Objekten
Der Lebenszyklus von Software-Objekten (im Original The Lifecycle of Software Objects) ist eine Science-Fiction-Novelle des US-amerikanischen Schriftstellers Ted Chiang, zuerst veröffentlicht in Subterranean Press im Jahr 2010.  Die Kurzgeschichte erschien in Originalfassung in der Sammlung Exhalation: Stories im Jahr 2019 sowie als deutsche Übersetzung von Karin Will in der Sammlung Die große Stille, einer kompletten Übersetzung von Exhalation: Stories, herausgegeben vom Golkonda-Verlag im Jahr 2020. Die Novelette gewann den Hugo Award und einen Locus Award.

## Handlung
Ana ist eine ehemalige Tierpflegerin, welche erlebt hat, welche tiefen Bindungen zwischen Menschen und Tieren möglich sind. Inzwischen arbeitet sie für die Firma Blue Gamma, welche Digients (Abkürzung für „digitale Entitäten“) unter der Leitung von Derek erschafft. Diese werden als virtuelle Haustiere verkauft, obwohl ihre Intelligenz inzwischen für rudimentäre Sprache ausreicht. Über den Verlauf vieler Jahre entwickeln sich die Digients weiter. Etwa können diese nun durch Roboterkörper mit der realen Welt interagieren oder werden zur Simulation einer als Xenotherians bezeichneten außerirdischen Zivilisation benutzt. Ana wächst währenddessen der Digient Jax sehr ans Herz. Derek erhofft sich nach seiner eigenen Scheidung eine mögliche Beziehung mit Ana, doch trotz der vielen von ihr mit Jax verbrachten Zeit kommt es zwischen ihr und ihrem Freund nicht zur erhofften Trennung. Nachdem Blue Gamma pleitegeht, diskutieren Ana und Derek über mögliche Einnahmen für die Finanzierung des Transfers der Digients auf ein neues System. Dabei werden Fragen über die Fähigkeit zur Einwilligung, den Prozess des Erwachsenwerdens und der Frage nach der Natur des Lebens selbst aufgeworfen und auch mit den Digients diskutiert. Derek stimmt mit seinem Digient dem Verkauf dieser für Geschlechtsverkehr zu, den Menschen mit menschenartigen Digients oder eben auch Xenotherians haben können. Ana stimmt zwar der Verweigerung aufgrund gesellschaftlicher Stigma zu, will ihren Digient jedoch lieber alleine weiter erziehen.

## Auszeichnungen
Der Lebenszyklus von Software-Objekten gewann sowohl den Hugo Award als auch den Locus Award für die beste Novelle im Jahr 2001.

## Kritik
Elizabeth Bear lobte die Novelle für die Diskussion komplexer Themen über künstliche Intelligenz, welche sehr eigenartig aber das auf die beste Art und Weise sei („very peculiar ... in the absolute best way possible“). Charles Stross schrieb für Publishers Weekly, dass die Novelle aufgrund der Ideen mit richtigen Auswirkungen auf die Menschen eine Seltenheit in der Science-Fiction sei („very rare thing: a science fiction novel of ideas that delivers a real human impact“).